# Chaliva
Chaliva, jedno od plemena Dorasque Indijanaca, porodica Macro-Chibchan, koje je u vrijeme kolonizacije obitavalo u sijerama uz rijeku Changuinaula u Panami, koja je dobila ime po Changuina Indijancima, što su nekada uz nju živjeli. Govorili su istoimenim dijalektom vjerojatno srodnim s changuina ili changuena. Nestali su.